# Coryphaena
I corifenidi (Coryphaenidae) sono una famiglia di pesci dell'ordine dei Perciformes che comprende l'unico genere Coryphaena.

## Descrizione
Il corpo è lungo, lateralmente compresso, la testa è veramente una testa troncata, poiché la regione frontale si abbassa perpendicolarmente; la pinna dorsale occupa tutto il dorso; la pinna ventrale, se non manca, è piccolissima, l'anale invece è molto sviluppata, come pure le pettorali e la caudale, fortemente forcuta, con lobi lunghi e sottili.
Le mandibole sono armate di denti a pettine, come anche l'osso palatino e quelle faringee; la lingua e gli archi branchiali presentano denti vellutati.
La livrea è interessante: fianchi grigio azzurri, con riflessi giallo oro e verdi sul dorso.

## Distribuzione e habitat
I Corifenidi sono diffusi in tutte le acque tropicali e subtropicali, compreso il Mediterraneo occidentale. Sembrano evitare le coste, o visitarle soltanto durante la fregola.

## Pesca
La loro carne è altamente stimata e l'interesse commerciale alto.

## Specie
Il genere comprende due specie:
- Coryphaena equiselis Linnaeus, 1758
- Coryphaena hippurus Linnaeus, 1758